# Alberto Pellegrino
Alberto Pellegrino (Túnis, 20 de maio de 1930 – Milão, 9 de março de 1996) foi um esgrimista italiano. Ele fez parte de uma equipe italiana vitoriosa nas décadas de 1950 e 1960, conquistando duas medalhas de ouro e duas de prata nos Jogos Olímpicos. Em sua homenagem, um torneio de esgrima foi batizado como Troféu Pellegrino.

## Palmarès
Jogos Olímpicos
| Ano  | Local     | Evento              | Posição | Ref.  |
| ---- | --------- | ------------------- | ------- | ----- |
| 1956 | Melbourne | Espada por equipes  | 1.ª     | [ 1 ] |
| 1960 | Roma      | Espada por equipes  | 1.ª     | [ 1 ] |
| 1960 | Roma      | Florete por equipes | 2.ª     | [ 1 ] |
| 1964 | Tóquio    | Espada por equipes  | 2.ª     | [ 1 ] |

Campeonato Mundial
| Ano  | Local      | Evento              | Posição | Ref.  |
| ---- | ---------- | ------------------- | ------- | ----- |
| 1955 | Roma       | Espada por equipes  | 1.ª     | [ 4 ] |
| 1957 | Paris      | Espada por equipes  | 1.ª     | [ 2 ] |
| 1958 | Filadélfia | Espada por equipes  | 1.ª     | [ 2 ] |
| 1957 | Paris      | Florete por equipes | 3.ª     | [ 2 ] |
| 1958 | Filadélfia | Florete por equipes | 3.ª     | [ 2 ] |